# Bartholomæus
Bartholomæus (græsk: Βαρθολομαῖος, Bartholomaíos, latin: Bartholomaeus) var en af Jesu disciple. Han er blevet identificeret med Nathanael (alternativt stavet Nathaniel), der i Johannesevangeliet bliver præsenteret for Jesus af Philip (der også ville være apostel), [Joh 1: 43-51] selv om nogle moderne kommentatorer afviser identifikationen af Nathanael med Bartholomæus.